# 龍樹 (脚本家)
龍樹（りゅうじゅ）は、日本の脚本家、放送作家である。東京都出身。青山学院大学フランス文学科卒。

## 受賞歴
- 『カウンターのふたり続編』（2013年、BS12 TwellV）第3回衛星放送協会オリジナル番組アワード オリジナル番組賞 企画賞（ドラマ番組部門）
- 『カウンターのふたり』（2012年、BS12 TwellV）第29回ATPテレビグランプリ ドラマ部門 2012奨励賞
- 「“THE世界遺産4K”制作チーム～4Kレギュラー番組への挑戦」（2014）　第31回ATP賞　特別賞
- 「4Kで甦る 世紀のご成婚パレード～TOKYO 1959～」先進映像協会グッドプラクティス・アワード 2015 奨励賞

## 作品

### テレビ
- 『THE世界遺産 3D GRAND TOUR』(2011年、BS-TBS）
- 『クルマのふたり〜TOKYO DRIVE STORIES』（2011年10 - 2012年3月、TwellV）
- 『ONE×TIME ～世界一の時間へ』(2012年1 - 3、BS-TBS）
- 『クルマのふたり～TOKYO DRIVE STORIES 特別篇 めぐりあう時間』（2012年3月、TwellV）
- 『ONE×TIME 建築の記憶』(2012年4月-、BS-TBS）
- 『ゴルフの女神』(2013年4月-、BSジャパン）
- 『天才の肖像　TAKE FIVEが挑むレオナルド・ダ・ヴィンチの謎』(2013年5月、TBS）
- 『THE世界遺産 4K PREMIUM EDITION』(2013年6月 - 、BS-TBS）
- 『天才の軌跡～神のごとき芸術家ミケランジェロ～』(2013年9月、BS-TBS）
- 『フィレンツェ、華麗なる美の記憶』(2014年11月、TBS）
- 『THE世界遺産 4K PREMIUM EDITION 新春スペシャル』(2015年1月、BS-TBS）
- 『理想の住まいとは？～建築家と辿る空間の旅～』(2015年1月、BS-TBS）
- 『おとなの修学旅行　国仲涼子が巡る沖縄の原風景』(2015年1月、BS-TBS）
- 『MY SOUL STREET KIN TOWN』(2015年1月、BS-TBS）
- 『4Kで甦る 世紀のご成婚パレード TOKYO1959』(2015年5月、スカパー！4K）
- 『フェルメールとレンブラント～ オランダ黄金時代の奇跡～』(2016年1月、TBS）
- 『土曜名馬座』（2017年10月〜テレビ東京）

### ドラマ
- 『本音バナナ』（2009年4、フジテレビ）
- 『TOKYO REAL MODELS(TOKYO本音モデルズ)』（2009年10、フジテレビ）
- 『TOKYO REAL MODELS ~episode spring~(TOKYO本音モデルズ2)』（2010年4、フジテレビ）
- 『クルマのふたり〜TOKYO DRIVE STORIES』（2011年10 - 2012年3月、TwellV）
- 『クルマのふたり～TOKYO DRIVE STORIES 特別篇 めぐりあう時間』（2012年3月、TwellV）
- 『カウンターのふたり』（2012年4月 - 10月、TwellV）
- 『カウンターのふたり続編』（2013年1月 - 3月、TwellV）
- 『日光東照宮四百年式年大祭記念作品　徳川家康』（2015年）

### 配信作品
- 「PRIME JAPAN プライムジャパン」（2016年5月 - 、AMAZONプライムビデオ）
- 「4Kで甦る 世紀のご成婚パレード TOKYO1959」（2016年6月、AMAZONプライムビデオ）

### 映画
- ラストラブ（2007年、松竹）

### 舞台
- ハン・ヒョジュ LIVE SHOW 2011（2011年、CCレモンホール、脚本・演出）
- 地下室の匙（2008年、脚本・演出）

### 美術展
- システィーナ礼拝堂「Sistine 4K ミケランジェロ 完全なる美の記憶」(2013年、国立西洋美術館)
- 「建築家ピエール・シャローとガラスの家展」上映作品（2014年、パナソニック 汐留ミュージアム）
- 「ボルドー展－美と陶酔の都へ－」上映作品 (2015年、国立西洋美術館)
- 「グエルチーノ展 よみがえるバロックの画家」上映作品 (2015年、国立西洋美術館)
- 「黄金のファラオと大ピラミッド展」4Kシアター上映作品（2015年、森美術館）
- 「フェルメールとレンブラント～17世紀オランダ黄金時代の巨匠たち」上映作品（2016年、森美術館）

### CM
- リーバイス「Shape What’s to Come」ラジオCM (2010年、J-WAVE)
- 『ベルリン国立美術館展　～学べるヨーロッパ美術の400年』(2012年)
- トヨタ『カムリ』CM「大人の旅を楽しもう篇」（2014年）

### Web
- SUNTORY X-RATED『凛格』
- FIAT × ユナイテッドアローズ・グリーンレーベル・リラクシング『5×HAPPY』

### DVD
- ラストラブ（2007年、ジェネオン エンタテインメント）
- TOKYO REAL MODELS 1&2（2011年、ポニーキャニオン）
- ハン・ヒョジュ　｢LOVE LETTER」〜完全密着ハン・ヒョジュLIVE SHOW at 2011.10.10 SHIBUYA PUBLIC HALL〜（2011年、ポニーキャニオン）

### 小説
- 『10 SKECTHES』(2008年、SUNTORY X-RATED「凛格」期間限定連載)

### プラネタリウム
- コニカミノルタプラネタリウム「ニュージーランド 世界一の星空を求めて」

## エピソード
- ロンド形式である短編小説『10 SKECTHES』は、舞台となった都内10店舗のレストランやバーとタイアップしている。食事に行くと『10 SKECTHES』の冊子が配られた。(出典：日経トレンディネット・凛格)